# 錦田市
錦田市（英語：Kam Tin Shi）是一條位於香港新界元朗區錦田的鄉村。

## 行政區劃
錦田市是新界小型屋宇政策下其中一條認可鄉村。